# Onga (Fukuoka)
Onga (jap. 遠賀町 Onga-chō) ist eine Gemeinde im Landkreis Onga in der Präfektur Fukuoka, Japan.
Die Gemeinde Onga hat 18.762 Einwohner (Stand: 1. Oktober 2016). Die Fläche beträgt 22,14 km² und die Einwohnerdichte ist etwa 871 Personen pro km².
Der Fluss Onga-gawa liegt zwischen Onga und Mizumaki.